# American Football (Band)
American Football ist eine US-amerikanische Indierock-Band aus Urbana, Illinois.

## Bandgeschichte
American Football entstand aus The One Up Downstairs, nachdem die Brüder David und Allen Johnson die Band verlassen hatten und die beiden anderen Bandmitglieder Mike Kinsella und Steve Lamos aber weiterhin gemeinsam Musik machen wollten. So wurde Steve Holmes in die Gruppe aufgenommen, die dann natürlich einen neuen Namen benötigte. Die Johnsons dagegen gingen zu Very Secretary und später zu Favorite Saints.
American Football veröffentlichte 1998 bei Polyvinyl Records eine EP und im darauf folgenden Jahr einen Longplayer. Die Band hatte einige Live-Auftritte. Ihr letzter Auftritt fand im Mai 1999 in der Fireside Bowl in Chicago statt. Bevor ihre LP herauskam, die nach wie vor große Anerkennung findet, hatte sich die Band schon getrennt. Steve Lamos und Steve Holmes wechselten zu The Geese, Mike Kinsella gründete zunächst Owls und verfolgte später sein Soloprojekt Owen.
Im Jahr 2014 fand die Band in Originalbesetzung wieder zusammen und spielte einige Livekonzerte in New York. Unterstützt wurden sie dabei von Nate Kinsella am Bass, der letztlich zum festen Mitglied der wiedervereinten Band wurde. Angespornt vom Erfolg dieser Auftritte folgten weitere, internationale Konzerte. 
Im Oktober 2016 brachte die Band wieder einen Longplayer heraus. Wie schon 1999 war der Bandname zugleich auch der Titel des Albums. Beide Alben stiegen in die US-amerikanischen Albumcharts ein.
2019 brachte die Band ihr drittes Album heraus. Es trägt wieder den Titel American Football.

## Trivia
- Laut Mike Kinsella wurde der Bandname durch seine Freundin inspiriert, die zu einem Werbeflyer der Chicago Bears nur anmerkte: „Come see American Football, featuring the most overpaid athletes in the world“. Da musste Mike über Rock- und Popstars nachdenken, die überbezahltesten Musiker der Welt.

## Diskografie

### EPs
- 1998: American Football (Polyvinyl)
- 2019: Year One Demos (Polyvinyl)

### Alben
- 1999: American Football (Polyvinyl)
- 2004: American Football Deluxe Edition (Polyvinyl)
- 2016: American Football (Polyvinyl)
- 2019: American Football (Polyvinyl)